# Molinghem
Molinghem is een plaats in het Franse departement Pas-de-Calais en een deelgemeente (commune associée) van de gemeente Isbergues. De oude dorpskern van Molinghem ligt een anderhalve kilometer ten zuidwesten van die van Isbergues.
De oude dorpskern bevindt zich in het landelijke westen van Molinghem. De bebouwing strekt zich van daar via verlinting oostwaarts uit naar het station van Isbergues, en is er vergroeid met die van Isbergues.

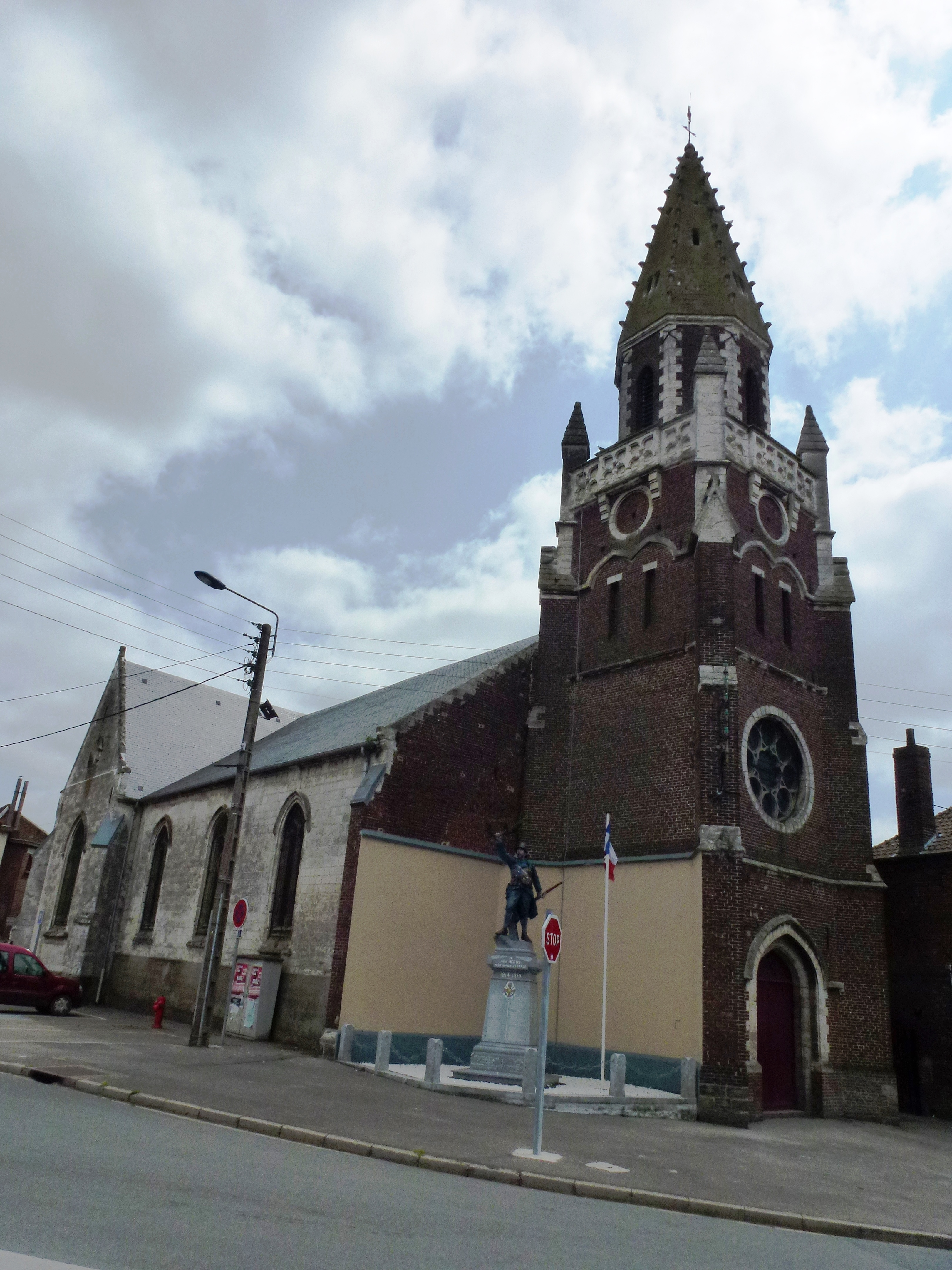
Église Saint-Maurice

## Geschiedenis
In de 12de eeuw werd de plaatsnaam vermeld als onder andere Mallinkehem, Mallingehem en Mallinghem.
Op het eind van het ancien régime werd de gemeente Molinghem gecreëerd.
In 1996 werd de gemeente Molinghem samen met de gemeente Berguette aangehecht bij de gemeente Isbergues in een "fusion association".

## Bezienswaardigheden
- De Église Saint-Maurice in het oude dorpscentrum
- De Église Saint-Éloi, een kleine recentere kerk in de stationswijk